# 盧賁
盧 賁（ろ ほん、生没年不詳）は、中国の隋の官僚・政治家・音楽家。字は子徴。本貫は范陽郡涿県。

## 経歴
北周の開府・燕郡公盧光の子として生まれた。書籍を渉猟し、音律を解した。北周の武帝のとき、燕郡公の爵位を嗣いだ。後に魯陽郡太守・太子小宮尹・儀同三司を歴任した。北斉の平定に功績を挙げ、司武上士に転じた。楊堅が大司武となると、盧賁は楊堅が尋常な人物でないと知り、親交を深めた。宣帝が即位すると、盧賁は開府を加えられた。
宣帝が病に倒れ、楊堅が政権を握ったが、楊堅には政敵が多かったことから、盧賁が楊堅の身辺を護衛した。盧賁は北周の歴数はすでに尽きたとして、楊堅に簒奪を勧めた。文帝（楊堅）が即位して隋が建てられると、盧賁は宮中の清掃を命じられ、宿衛をつかさどった。盧賁は北周の旗幟を嘉名に改めるよう上奏し、青龍・騶虞・朱雀・玄武・千秋・万歳の旗が定められた。まもなく散騎常侍の位を受け、太子左庶子・左領軍・右将軍を兼ねた。
ときに高熲と蘇威が朝政をつかさどっており、盧賁はこれに不満を抱いていた。盧賁は劉昉・元諧・李詢・張賓らと図って、高熲と蘇威を失脚させ、5人で共同して輔政しようとした。さらには文帝を廃して晋王楊広を立てようと計画した。計画は漏洩して、文帝はその事案を糾明させた。劉昉らは罪を盧賁と張賓に押しつけて逃れ、公卿は2人について死刑に相当すると上奏した。文帝は旧交を思って誅刑を加えるに忍びず、2人は官爵を剥奪され民とされた。張賓はまもなく死去した。
1年あまりして、盧賁は爵位を回復し、太常卿を検校した。盧賁は音楽の制を改めるよう上奏し、文帝はこれに従って、7音階を8音階に改め、黄鍾を宮とした。盧賁は楊慶和とともに北周や北斉の音律の問題点を削って整えるよう命じられた。
ほどなく郢州・虢州・懐州の刺史を歴任した。盧賁が懐州にあったとき、沁河の東に水を引いて、利民渠と名づけた。さらに水を温県に引き入れて、温潤渠と名づけた。これらの利水によって灌漑が進み、民衆は恩恵を受けた。数年後、盧賁は斉州刺史に転じた。飢饉が起こり、米穀の価格が騰貴し、米の売り惜しみが起こったため、盧賁は自ら米を売却した。罪に問われて官爵を剥奪され、民とされた。
後に盧賁は文帝の洛陽への行幸に従い、文帝は盧賁をもとの官にもどそうとした。しかし数日後、文帝の命令への回答に失言があり、さらには自分の功績を述べて恨み言を漏らした。文帝は激怒し、盧賁は家に蟄居させられた。この年のうちに死去した。享年は54。

## 伝記資料
- 『隋書』巻38 列伝第3
- 『北史』巻30 列伝第18